# Aurelia (Iowa)
Aurelia és una població dels Estats Units a l'estat d'Iowa. Segons el cens del 2000 tenia 1.062 habitants.

## Demografia
Segons el cens del 2000, Aurelia tenia 1.062 habitants, 424 habitatges, i 295 famílies. La densitat de població era de 390,5 habitants per km².
Dels 424 habitatges en un 30% hi vivien nens de menys de 18 anys, en un 62% hi vivien parelles casades, en un 6,6% dones solteres, i en un 30,2% no eren unitats familiars. En el 27,1% dels habitatges hi vivien persones soles el 15,3% de les quals corresponia a persones de 65 anys o més que vivien soles. El nombre mitjà de persones vivint en cada habitatge era de 2,36 i el nombre mitjà de persones que vivien en cada família era de 2,88.
Per edats la població es repartia de la següent manera: un 23,6% tenia menys de 18 anys, un 5,9% entre 18 i 24, un 23,1% entre 25 i 44, un 18,8% de 45 a 60 i un 28,5% 65 anys o més.
L'edat mediana era de 43 anys. Per cada 100 dones de 18 o més anys hi havia 82,7 homes.
La renda mediana per habitatge era de 37.250 $ i la renda mediana per família de 44.135 $. Els homes tenien una renda mediana de 30.259 $ mentre que les dones 19.333 $. La renda per capita de la població era de 17.417 $. Entorn del 3% de les famílies i el 5,7% de la població estaven per davall del llindar de pobresa.

## Poblacions més properes
El següent diagrama mostra les poblacions més properes.